# Embaixada do Brasil em Dublin
A Embaixada do Brasil em Dublin é a missão diplomática brasileira da Irlanda. A missão diplomática se encontra no endereço, Block 8, Harcourt Centre, Charlotte Way DUBLIN 2, Dublin, Irlanda.